# 劉延孫
劉延孫（りゅう えんそん、義熙7年（411年）- 大明6年6月12日（462年7月24日））は、南朝宋の政治家・軍人。本貫は彭城郡呂県。

## 経歴
劉道産の子として生まれた。はじめ徐州主簿となり、秀才に挙げられた。彭城王劉義康の下で司徒行参軍をつとめた。尚書都官郎に任じられ、銭唐県令に転じた。元嘉21年（444年）、武陵王劉駿の下で撫軍参軍となった。広陵王劉誕の下に転じて北中郎中兵参軍・南清河郡太守をつとめた。元嘉25年（448年）、劉駿が徐州刺史となると、延孫はその下で治中従事史となった。
元嘉27年（450年）、北魏の太武帝率いる大軍が懸瓠を包囲し、別軍が汝陽に進攻してくると、劉駿は文帝の命を受けて救援の軍を派遣することとなった。延孫が元帥として推挙されたが、固辞したため、代わりに劉泰之が派遣された。劉泰之が汝陽で敗死すると、文帝は激怒して、劉駿は鎮軍将軍に降格され、延孫は免官された。元嘉28年（451年）、延孫は劉駿の下で鎮軍北中郎中兵参軍となった。劉駿が南中郎将・江州刺史となると、延孫は南中郎諮議参軍となり、録事を兼ねた。元嘉30年（453年）、劉劭が文帝を殺害して帝を称し、劉駿が劉劭を討つべく起兵すると、延孫は劉駿の下で長史・尋陽郡太守となり、南中郎府の留守の事務を代行した。
劉駿（孝武帝）が即位すると、延孫は侍中となり、前軍将軍を兼ねた。東昌県侯に封じられ、衛尉を兼ねた。孝建元年（454年）、丹陽尹に転じた。臧質が反乱を起こすと、孝武帝は東方の防備を心配して、延孫を冠軍将軍・呉興郡太守として出向させた。5月、延孫は建康に召還されて尚書右僕射となり、徐州大中正を兼ねた。江陵に派遣されて、裁判と賞罰を代行した。孝建2年（455年）2月、南兗州刺史に任じられ、散騎常侍の位を加えられた。8月、使持節・監雍梁南北秦四州郢州之竟陵隨二郡諸軍事・鎮軍将軍・寧蛮校尉・雍州刺史に転じたが、病のために赴任しなかった。建康に留まって侍中・護軍将軍となり、また徐州大中正を兼ねた。この年、延孫の病は重篤に陥って、孝武帝が黄門侍郎を邸に派遣して見舞わせた。
大明元年（457年）、金紫光禄大夫の位を受け、太子詹事を兼ねた。8月、鎮軍将軍・南徐州刺史に任じられた。かつて武帝の遺詔により、京口は建康に近い要地であることから、宗室近戚でない者に任せてはいけないとされていた。延孫は宋の帝室と同じ彭城郡の人であったが、呂県出身の別属の劉氏であった。しかし孝武帝は徐州刺史とした竟陵王劉誕が京口に駐屯することを望まず、劉誕を広陵に駐屯させ、延孫を京口に駐屯させて、劉誕を抑えることとした。
大明3年（459年）、竟陵王劉誕に罪あって討伐を受けることとなると、延孫は中兵参軍の杜幼文に兵を与えて派遣し、討伐に当たらせた。杜幼文は劉誕の派遣した使者の劉公泰を斬って、首級を建康に届けた。杜幼文は沈慶之の下について反乱を討った。10月、延孫は車騎将軍の号を受け、散騎常侍の位を加えられた。
大明5年（461年）10月、侍中・尚書左僕射となり、護軍将軍を兼ねた。延孫は病のため、朝参して任を受けることができず、五城で使者から封版を受けた。延孫は船に乗って青渓から平昌門にいたり、尚書下舎に入った。大明6年（462年）、孝武帝は朱修之に代えて延孫を荊州刺史にしようと考えていたが、その人事は行われないまま、6月に延孫は死去した。享年は52。司徒の位を追贈された。諡は文穆といった。
子の劉質が後を嗣いだが、泰始年間に罪あって封国を除かれた。

## 伝記資料
- 『宋書』巻78 列伝第38
- 『南史』巻17 列伝第7